# Ла-Либертад (муниципалитет)
Ла-Либертад (исп. La Libertad) — муниципалитет в Мексике, штат Чьяпас, с административным центром в одноимённом посёлке. Численность населения, по данным переписи 2020 года, составила 5232 человека.

## Общие сведения
Название La Libertad (с исп. — «освобождённый, независимый») — было дано в знак освобождения от испанской короны.
Площадь муниципалитета равна 456,6 км², что составляет 0,6 % от площади штата, а наиболее высоко расположенное поселение Эстрелья-де-Белен-2, находится на высоте 78 метров.
На юге и западе граничит с другим муниципалитетом Чьяпаса — Паленке, а на севере и востоке с другим штатом Мексики — Табаско.

## Учреждение и состав
Муниципалитет был образован в 1915 году, по данным 2020 года в его состав входит 68 населённых пунктов, самые крупные из которых:
| Код INEGI                  | Населённый пункт                                                                                    | Численность населения (2005 год) | Численность населения (2010 год) | Численность населения (2020 год) |
| -------------------------- | --------------------------------------------------------------------------------------------------- | -------------------------------- | -------------------------------- | -------------------------------- |
| 050                        | Всего                                                                                               | 5286                             | 4974                             | 5232                             |
| 0001                       | Ла-Либертад (исп. La Libertad) 17°41′24″ с. ш. 91°43′09″ з. д. (административный центр)             | 1973                             | 2032                             | 2216                             |
| 0008                       | Хосе-Мария-Морелос-и-Павон (исп. José María Morelos y Pavón Centro) 17°40′53″ с. ш. 91°48′42″ з. д. | 715                              | 807                              | 946                              |
| 0004                       | Бенито-Хуарес (исп. Benito Juárez Centro) 17°36′05″ с. ш. 91°41′53″ з. д.                           | 553                              | 512                              | 448                              |
| 0012                       | Сарагоса-1 (исп. Zaragoza 1ra. Sección) 17°39′56″ с. ш. 91°46′59″ з. д.                             | 213                              | 164                              | 204                              |
| 0110                       | Бенито-Хуарес-1 (исп. Benito Juárez 1ra. Sección) 17°36′05″ с. ш. 91°43′47″ з. д.                   | 171                              | 140                              | 194                              |
| 0111                       | Бенито-Хуарес-2 (исп. Benito Juárez 2da. Sección) 17°33′24″ с. ш. 91°43′34″ з. д.                   | 152                              | 138                              | 187                              |
| 0015                       | Сарагоса-2 (исп. Zaragoza 2da. Sección) 17°37′19″ с. ш. 91°48′47″ з. д.                             | 153                              | 172                              | 147                              |
| —                          | Прочие                                                                                              | 1356                             | 1009                             | 890                              |
| Названия на карте Генштаба | |                                  |                                  |                                  |

## Экономическая деятельность
По статистическим данным 2000 года, работоспособное население занято по секторам экономики в следующих пропорциях:
- сельское хозяйство, скотоводство и рыбная ловля — 67,3 %;
- промышленность и строительство — 4,7 %;
- торговля, сферы услуг и туризма — 25,2 %;
- безработные — 2,8 %.

### Сельское хозяйство
Основные выращиваемые культуры: кукуруза, арбузы, бобы, сорго, маниока и фрукты.

### Животноводство
В муниципалитете разводится крупный рогатый скот, лошади, свиньи и птицы.

### Рыболовство
Основная промысловая рыба: робала, мохарра, карп, панцирные щуки, бобо и другие.

### Лесное хозяйство
В муниципалитете производится заготовка древесины испанского кедра и красного дерева.

## Инфраструктура
По статистическим данным 2020 года, инфраструктура развита следующим образом:
- электрификация: 98,3 %;
- водоснабжение: 52,4 %;
- водоотведение: 96,2 %.

## Туризм
Основными достопримечательностями, привлекающими туристов являются лагуны Сакила и Чинкиль, реки Чакашах и Чуйипа, а также местная флора и фауна.